# Niazai
Niazai o Niazi (Paixtu: نیازی) és una tribú paixtu del Pakistan del grup Ghilzai
Els niazai es van establir a la regió de l'Indus al segle xvi, procedentes de l'Afganistan, i es van mantenir de fet independents de l'Imperi Mogol. Un niazi va arribar a governador de Lahore. Per conflictes entre tribus els niazai es van establir a la regió que després fou Isakhel al segle xviii d'eon van expulsar a la població awan i jat i van formar un kanat i van esdevenir agricultors; els ghakars foren eliminats pels abdalis d'Ahmad Shah Abdali, que els va destruir la seva fortalesa de Muazam Nagar vers 1748, desapareixent de la zona de Mianwali. El 1830 van fundar la ciutat d'Isakhel i de mica en mica van aconseguir el domini del districte de Mianwali al segle xix. Portaven el títol de nawabs, reconegut pels britànics i alguns el de "khan bahadur".
Ahmad Khan, fundador d'Isa Khel, va morir en exili on fou enviat per Ranjit Singh, i el 1838 el seu germà Muhammad Khan va fer les paus amb el maharajà sikh, i va rebre 1/8 dels ingressos (abans 1/4). El diwan sikh Sardar Lakhi Mal, no va tardar però en expulsar altre cops als niazai a l'exili, podent retornar finalment en establir-se el poder britànic; foren restablerts en tots els drets (1847) pel major Edwards. Muhammad Khan va lluitar amb els anglesos a la segona Guerra Sikh; el seu fill Shah Nawaz, va morir en combat prop de Multan (1848), però altres fills van seguir la lluita. Muhammad Khan va morir el 1855, i va repartir els seus dominis en 8 parts, una per cadascun dels seus set fills i la darrera pel seu net Abdul Rahim Khan (fill de Shah Nawaz). El govern britànic va confirmar la possessió en perpetuïtat i la partició tal com s'havia fet. El 1857 els 8 kans van ajudar els britànics i van rebre terres i pensions. Foren finalment sotmesos pel nawab de Dera Ismail Khan.

## Llista de kans
- Khan Zaman vers 1800
- Ahmad Khan (+ 1838)
- Muhammad Khan 1838-1855

Dividit en 8 parts:
- Muhammad Alam 1855-1877
  - Abdul Samad
- Shah Nawaz (+ 1848)
  - Abdul Rahim
- Muhammad Ayaz
- Muhammad Sarfaraz
- Abdullah
- Zulfikar
  - Rab Nawaz
    - Sahibdad
      - Karimdad
- Abdul Satar
- Abdul Aziz